# Aligia occidentalis
Aligia occidentalis är en insektsart som beskrevs av Van Duzee 1925. Aligia occidentalis ingår i släktet Aligia och familjen dvärgstritar. Inga underarter finns listade i Catalogue of Life.